# Kadiridevarahalli, Gauribidanur
Kadiridevarahalli là một làng thuộc tehsil Gauribidanur, huyện Chikkaballapur, bang Karnataka, Ấn Độ.